# تشليك
تشليك هي قرية في مقاطعة مياندوآب، إيران. عدد سكان هذه القرية هو 1,604 في سنة 2006.